# Dornmühle (Windischeschenbach)
Dornmühle ist ein Gemeindeteil der Stadt Windischeschenbach im Oberpfälzer Landkreis Neustadt an der Waldnaab in Bayern.

## Lage und Erreichbarkeit
Die Einöde Dornmühle liegt im nordwestlichen Gebiet der Stadt Windischeschenbach und ist über die Neustädter Straße und die Gleißenthaler Straße mit dem Zentrum verbunden.